# Chris Durán (álbum)
Chris Durán é o primeiro álbum de estúdio do cantor Chris Durán, lançado pela gravadora PolyGram em 1997.
O single de maior sucesso é a canção "Te Perdi", que foi tema da personagem interpretada por Caio Blat na novela Andando nas Nuvens, em 1999, e atingiu a posição #16 na chart Latin Songs da revista Billboard. A música ficou na posição de #69 como a mais tocada no Brasil em 1999.
A recepção da crítica ao álbum foi favorável. O site AllMusic avaliou com três estrelas de cinco e destacou a voz sedutora do cantor em algumas faixas.
Em setembro de 1999, as vendas eram de cerca de 30 mil cópias no Brasil. No mesmo ano, foi relançado no país, com a inclusão da canção "Agua de Lluvia", para essa faixa um videoclipe com a participação da apresentadora (e namorada do cantor na época) Sabrina Parlatore foi gravado.

## Lista de faixas
- Créditos adaptados do encarte de Chris Durán, de 1997.[11]

| N.º | Título                 | Compositor(es)              | Duração |  |
| 1.  | "Te Perdi"             | Juan Marcelo / Roberto Livi | 4:19    |  |
| 2.  | "Mar de Dudas"         | Manuel Pach / Rosa Salcedo  | 4:17    |  |
| 3.  | "Baila, Baila, Baila"  | J. Marcelo / R. Livi        | 3:50    |  |
| 4.  | "Si Viniera"           | J. Marcelo / R. Livi        | 4:08    |  |
| 5.  | "Ella Se Va"           | J. Marcelo / R. Livi        | 4:47    |  |
| 6.  | "Cuando Hay Pasión"    | M. Pacho / R. Salcedo       | 4:02    |  |
| 7.  | "No Me Dejes De Besar" | M. / R. Salcedo             | 3:39    |  |
| 8.  | "Dimelo"               | M. Pacho / R. Salcedo       | 4:25    |  |
| 9.  | "Ganas De Ti"          | J. Marcelo / R. Livi        | 4:31    |  |
| 10. | "Beso A Beso"          | M. Pacho / R. Salcedo       | 4:20    |  |
| 11. | "Agua de Lluvia"       | Rafael Ferro / R. Livi      | 3:10    |  |